# جوردن باورز
جوردان سكايلر باورز (من مواليد 5 أبريل 2003) هي لاعبة جمباز فنية أمريكية وكانت جزءًا من فريق الجمباز الوطني للسيدات في الولايات المتحدة. فازت بالميداليات الذهبية الشاملة للناشئين في بطولة المحيط الهادي 2018 و بطولة الألعاب الأمريكية للناشئين 2018، لعبت لصالح فريق أوكلاهوما سونرز في الجمباز الرابطة الوطنية لرياضة الجامعات.